# Ambondrona
De Ambondrona is een berg in het noorden van Madagaskar, gelegen in de regio Sofia. De berg bevindt zich in het Tsaratananamassief, een onderdeel van het Noordelijk Hoogland. De berg heeft een hoogte van 2.262 meter.
De rivier de Sambirano ontspringt op deze berg. 